# エンゼ
エンゼ (ドイツ語: Ense) は、ドイツ連邦共和国ノルトライン＝ヴェストファーレン州アルンスベルク行政管区のゾースト郡西部の町村（以下、本項では便宜上「町」と記述する）である。この町は1969年に「ゾースト郡とベックム郡の一部の新設に関する法律」によるノルトライン＝ヴェストファーレン州の自治体再編に伴って成立した。

## 地理

### 位置
エンゼは、ザウアーラントの北端、ゾースト沃野の南西端に位置している。町内をハールシュトラングが東西に横切っている。この高地は町域西部では海抜約 230 m、東部では海抜約 260 m の高さがある。ハールシュトラングの北側はリッペ川方面に向かって高度が下がる。町内の最低地点であるレリングザー・グルントバッハ沿いの海抜 121 m 地点（北緯51度32分18秒 東経08度01分04秒 / 北緯51.53833度 東経8.01778度）はこの地域にある。
ハールシュトラングの南は、西はルール川、中央はブレーマー・バッハ川、東はメーネ川に向かって下って行くが、その後アルンスベルクの森の西側突出部に向かって再び高度を上げる。町内の最高地点である海抜 277 m のフュルステンベルクはこうした箇所にある。
重要な水域は、上述のルール川とその支流のメーネ川である。メーネ川はメーネ人造湖を抜けた直後にニーダーエンゼの東側からこの町に入る。町域内に入ったメーネ川は流れを南向きに変える。アルンスベルクの森の西側突出部を貫通し、エンザー湖に再び蓄えられた後、この町から流れ出る。メーネ川はネーハイムの北でルール川に合流する。ルール川は何度も蛇行しながら北に向かい、ヴィッケデとの町境を形成している。

### 町域の広がりと土地利用
| 土地用途別面積 | 農業用地 | 森林   | 住宅・産業用地 | 交通用地 | 水域  | 保養地・墓地 | その他の用途 |
| -------------- | -------- | ------ | -------------- | -------- | ----- | ------------ | ------------ |
| 面積 (km2)     | 32.36    | 9.53   | 4.68           | 3.31     | 0.61  | 0.49         | 0.10         |
| 占有率         | 63.3 %   | 18.7 % | 9.2 %          | 6.5 %    | 1.2 % | 1.0 %        | 0.2 %        |

町域の東西幅は 10.7 km、南北幅は 7.3 km である。

### 隣接する市町村
エンゼは、西はヴィッケデ、北はヴェルル、北東はゾースト、東はメーネゼー（以上、ゾースト郡）、南はホーホザウアーラント郡のアルンスベルクと境を接している。

### 自治体の構成
町域は、14の旧町村で構成されている。これらは1969年の自治体再編に伴う合併後、ノルトライン＝ヴェストファーレン州自治体法 §39 に基づく Bezirk (Ortschaft) ではない。人口約 12,700人のこの町は、以下の地区に分けられる。以下の表の人口は2017年3月30日現在である。
| \| 地区 \| 地区 \| 人口（人） \| 面積 (ha) \| \| ---------------- \| ----------- \| ---------- \| --------- \| \| ビルメ \| Bilme \| 31 \| 128.67 \| \| ビッティンゲン \| Bittingen \| 95 \| 261.48 \| \| ブレーメン \| Bremen \| 3,419 \| 370.50 \| \| ゲルリンゲン \| Gerlingen \| 52 \| 212.84 \| \| へインゲン \| Höingen \| 1,871 \| 827.77 \| \| ヒュニンゲン \| Hünningen \| 506 \| 427.51 \| \| リュトリンゲン \| Lüttringen \| 872 \| 198.66 \| \| ニーダーエンゼ \| Niederense \| 3,264 \| 685.87 \| \| オーバーエンゼ \| Oberense \| 271 \| 417.74 \| \| パルジット \| Parsit \| 900 \| 136.38 \| \| ルーネ \| Ruhne \| 302 \| 385.86 \| \| ジーフェリンゲン \| Sieveringen \| 357 \| 393.51 \| \| フォルプリンゲン \| Volbringen \| 136 \| 108.00 \| \| ヴァルトリンゲン \| Waltringen \| 621 \| 552.94 \| |             |            |           |
| 地区 | 地区        | 人口（人） | 面積 (ha) |
| ビルメ | Bilme       | 31         | 128.67    |
| ビッティンゲン | Bittingen   | 95         | 261.48    |
| ブレーメン | Bremen      | 3,419      | 370.50    |
| ゲルリンゲン | Gerlingen   | 52         | 212.84    |
| へインゲン | Höingen     | 1,871      | 827.77    |
| ヒュニンゲン | Hünningen   | 506        | 427.51    |
| リュトリンゲン | Lüttringen  | 872        | 198.66    |
| ニーダーエンゼ | Niederense  | 3,264      | 685.87    |
| オーバーエンゼ | Oberense    | 271        | 417.74    |
| パルジット | Parsit      | 900        | 136.38    |
| ルーネ | Ruhne       | 302        | 385.86    |
| ジーフェリンゲン | Sieveringen | 357        | 393.51    |
| フォルプリンゲン | Volbringen  | 136        | 108.00    |
| ヴァルトリンゲン | Waltringen  | 621        | 552.94    |

## 歴史

### 先史時代
ブレーメン地区北西の墓地の発掘で、この地に最初の定住がなされたのは旧石器時代または中石器時代であることが判明した。より集約的な集落の歴史は、墓地の研究から新石器時代末に始まったことが裏付けられた。水を得るのが容易で、肥沃な土地は定住に好適であった。フュルステンベルクでは三重墓が見られる。この埋葬者は、鐘状ビーカー文化に属していたことが判っている。
フュルステンベルクやビッティンゲンの墳丘墓は紀元前1600年から紀元前1300年のものである。青銅器時代にも石器は大きな役割を担っていた。エンゼ町内で青銅器出土品が増えるのは、青銅器時代後期からである。続く時代の入植地は確認されていない。一時的な入植地から単発の出土品が現れるだけである。後にこの町の集落に発展するのはおそらく6世紀から8世紀に形成された入植地であったと推測される。それ以後の入植は、主に埋葬によって証明されている。

### 中世から近世

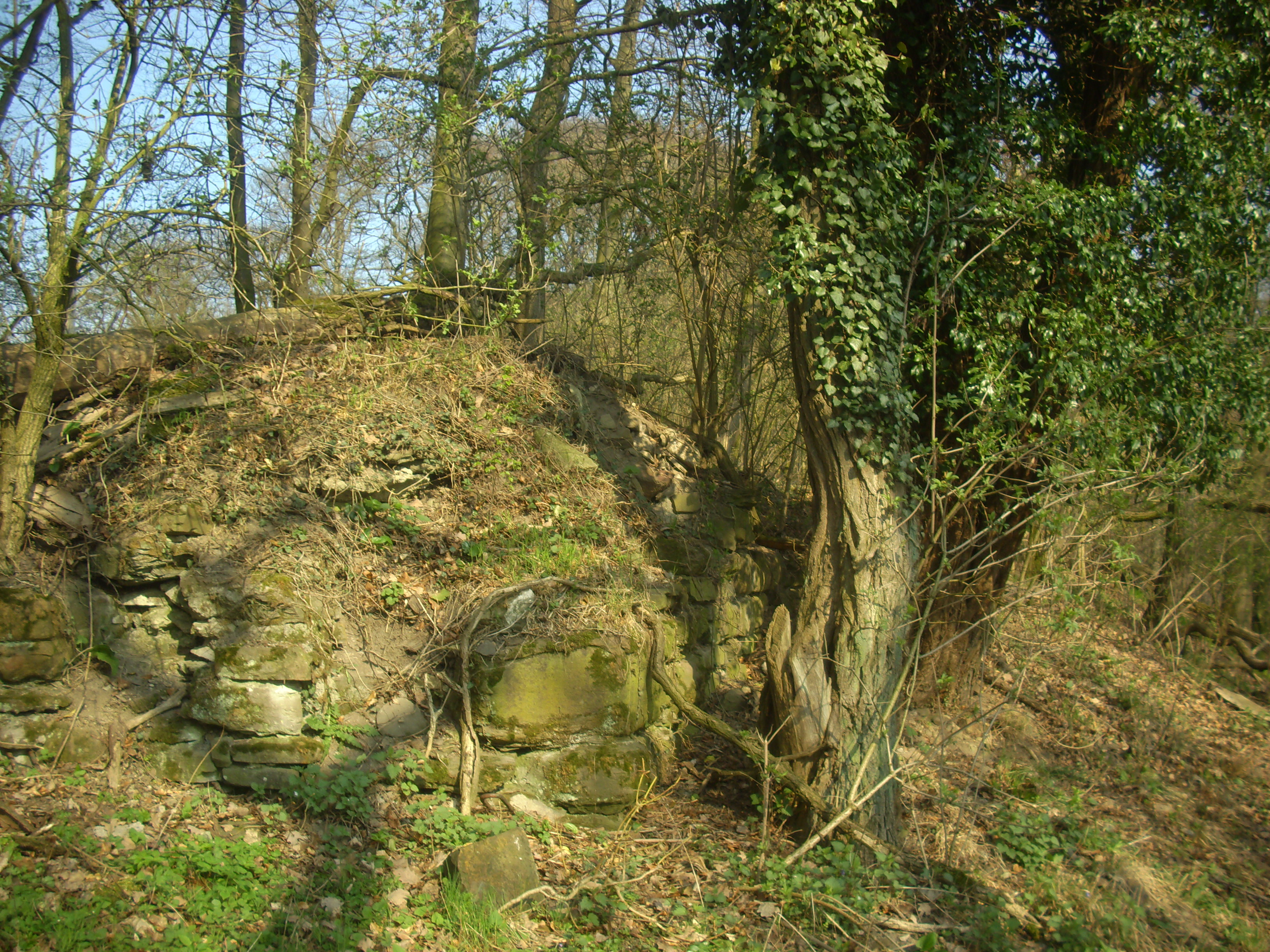
フュルステンベルク城の壁跡

8世紀の終わり頃この地域は、北ドイツの2つ交易路、ハールヴェークとヘルヴェークが交差することにより、中継地点として、また、安定した定住地として発展していった。ヴェルルからネーハイムへ向かうこの交易路は、この地域にとって重要な道であった。この地域はケルンから布教がなされた。9世紀までに、副葬品のない東西にならんだ列状の墓地が、副葬品を持つ古いタイプの墓を駆逐した。これはキリスト教を受け容れたことを示唆している。8世紀から9世紀のカロリング朝時代にはすでに防衛施設が設けられており、フュルステンベルクのオルデンブルク城はさらに古い時代に、おそらく避難城砦として用いられていた。
1295年に初めて記述されている城砦は、フュルステンベルク城であると考えられている。この城砦は、ケルン選帝侯の城であった。この城はマルク伯によって何度も占領された。最終的には、同盟を組んだマルク伯とアルンスベルク伯によって1343年または1344年に破壊された。フュルステンベルク貴族家は数世紀後に近くにヴァーターラッペ城を建設した。防備を固めた水城ノイ＝フュルステンベルクはこれよりもかなり新しい。この城館はフュルステンベルク家傍流の拠点となったが、1600年頃に断絶した。これら2つの城は、三十年戦争の際、1633年に破壊された。

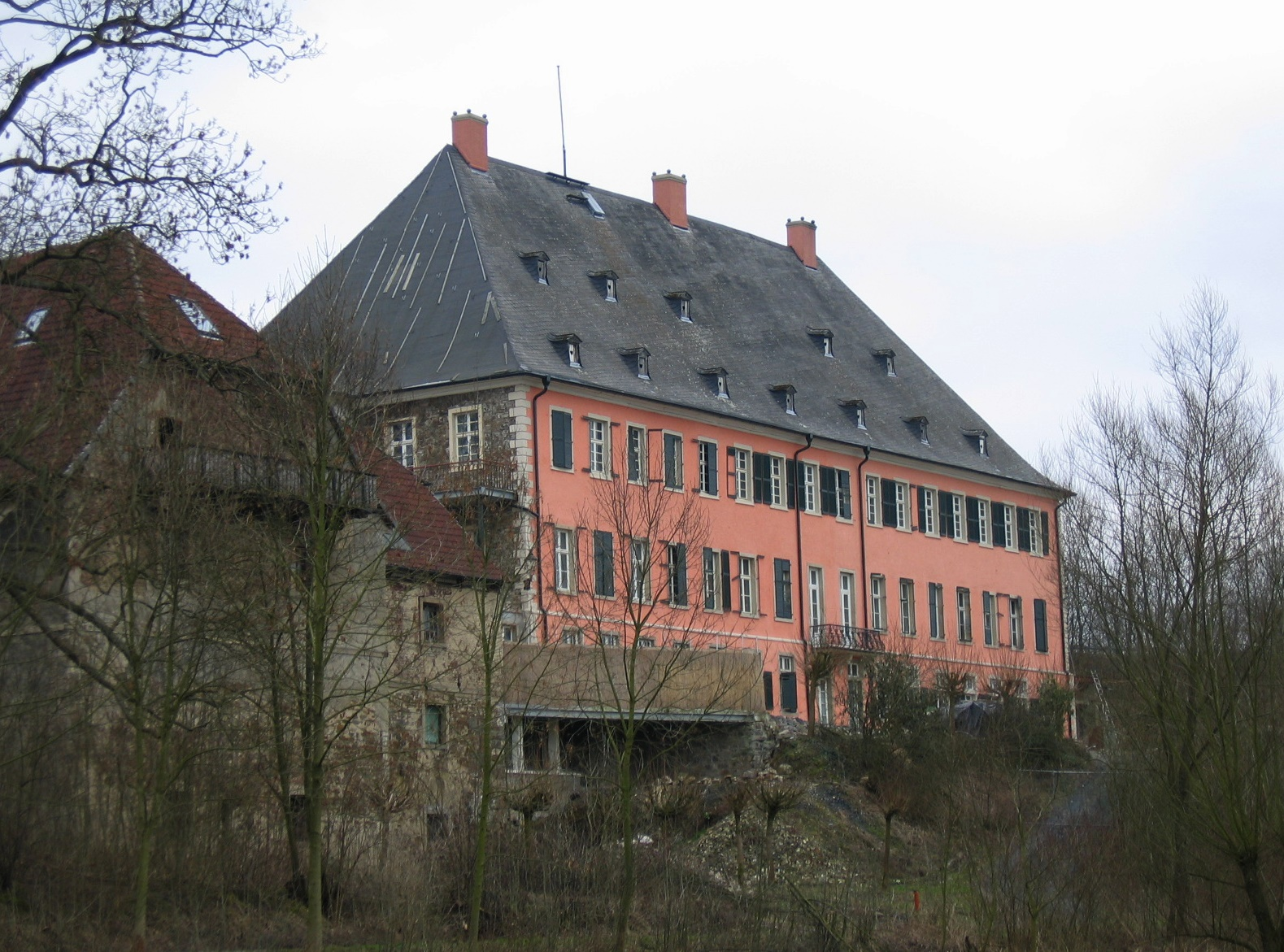
1700年頃に建設されたフュヒテン家の領主館

エンゼ町の主な集落であるエンゼとブレーメンは、1081年と1089年に初めて文献に記述されている。この名称は、その300年から400年前にこの地域を征服したザクセン人由来のものである。これはフュルステンベルクの避難城砦によっても証明されている。町名のエンゼは、1207年にはすでに使われており、エンゼ騎士家の名称としても用いられていた。この貴族家の始祖はコンラート・フォン・エンゼであり、エンゼ＝オーバーエンゼあるいはエンゼ＝ニーダーエンゼを本拠地とした。中世には、ケルンの聖ゲオルク修道院がレーエン領主としてブレーメン周辺を治めた。ガーレン家、エンゼ家、フュルステンベルク家は、たびたびケルンの家臣として登場する。ルール川に面してフュヒテン家の騎士領が設けられた。
1586年、ブレーメン集落近郊のハールの戦いでマルティン・シェンク・フォン・ニデッゲンがヴェストファーレン公の部隊を打ち破った。プロイセンとフランスとの間で起こった七年戦争では、1761年7月28日にヘインゲン付近で戦闘が行われた。フランス軍はアルンスベルクに退却した。この地にあった城館はその後破壊された。

### 19世紀
アムト・ブレーメンは19世紀末まで農業が主体のままであった。貧弱な交通網のため、産業の発展初期には主に周辺地区で採取される原料の再加工分野が主であった。たとえば、クールホフシェ製紙工場は、初め、隣接する地域から提供された藁を加工していた。いくつかの織機や製材所、2つの粉挽き機は水力で稼働していた。1889年にニーダーエンゼに酪農業組合が設立され、周辺の乳牛飼育者の重要性が増していった。家畜数の増加は飼料生産地の拡張をもたらした。穀物が次第にジャガイモに替わって主食となっていった。農業経営は需要と供給のシステムに強く連動するようになった。変化する需要に対応するためには投資が必要であった。こうした状況を背景に貯蓄・貸付銀行が設立された。アムト・ブレーメンで最初の貯蓄銀行は1885年に開行した。19世紀末にキルヒシュピール・ブレーメンはアムト・ケルベッケから解放された。ヴィッケデとネーハイムに工業地区が創設され、増加した工場労働者がこの町に居住した。職場へは徒歩で、あるいは1898年以降は新設された軽便鉄道で通勤した。

### 20世紀の初めと第一次世界大戦
工業化によって住民の社会構造が変化し、それまで強力だった教会の影響力が弱まった。文化生活や社交生活は、射撃クラブ、合唱団、社交クラブ、軍事クラブで彩られた。射撃クラブは、部分的には軍事的な、近世の射撃兄弟団を起源としている。このクラブはカトリック教会の近くにあった。第一次世界大戦末まで農業経営の機械化はわずかにしか進んでいなかった。日々の労働は手作業や家畜の力によっていた。1930年代初めまでこの地域はわずかしか電化されていなかった。自然科学的な知見や肥料と土地改良が農業の収穫を増加させた。農業生産品は、自家消費だけでなく徐々に自由市場に出されるようになった。第一次世界大戦中農業生産量は著しく落ち込み、軍から車輌を牽くための動物が要求され、若者は兵役にとられた。戦争中80人が死亡し、多くが身体的・精神的障害を負った。1920年代半ばのインフレーションが収束した後、促進プログラムや農業組合の設立により農業状況は改善した。

### ヴァイマル共和政
ヴァイマル共和政の時代、キルヒシュピール・ブレーメンの社会構造は、技術的・工業的革新にもかかわらず、本質的には伝統的な田舎の性格のままであった。階層に支配されたカトリシズムが共通の価値観や文化的指向性の観点から総合的な方向付けのシステムを形成していた。住民の大部分は伝統的に敬虔であるよう教え込まれていた。中央党は1932年まで最も有力な政治勢力であり、最高 77 % の得票率を記録していた。NSDAP の得票率は1928年ドイツ国会選挙では 0.8 %、1930年 6.9 %、1932年7月 10.7 %、1932年11月 7.2 %、1933年3月 22.5 % であった。

### 国家社会主義
国家社会主義者による権力掌握以前からすでに、NSDAP の住民グループは拡大し、組織化されていった。率先していたのはニーダーエンゼの在郷軍人会であった。この団体は、1933年5月1日に最初の国家社会主義の祝日を挙行した。6月1日にブレーメンの役人に関して職員の血筋と政治的信頼性について回答を求められた時、アムトの長であったネレは回答書中、そうした条件に基づく解雇が必要ないことを強調している。「すべての役人が疑いなくアーリア人の血統であり、政治的に目立つところはなかった。共産主義の職員はいなかった。」在郷軍人会は徐々に民主主義的な規約を破棄し、指導者原理主義に傾倒していった。集会では、国家的な事柄について参加者が誓約をおこなうことも希ではなかった。伝統的な祭は国家社会主義的な要素で換骨奪胎されていった。アムト・ブレーメンでは祝祭の手順に特徴があった。総統または高位の幹部のスピーチを聞くことが祭の幕開けとされた。戦没者に対する慰霊や功績のあった支持者の顕彰がこれに続いた。旗を掲げた行進やたいまつ行列が、共同体の奨励する要素として行われた。住民は屋外や、大きなホールに集まった。これに対する抵抗はほとんどなかった。状況に応じて職業特有の国家機関が設けられ、その下で経済の再編がなされた。この機関は終始権威主義的に振る舞い、実際に就労している住民の利益代表は締め出された。形成されていた労働組合は解体され、ドイツ労働戦線が形成された。1933年7月にゾースター・ツァイトゥングは、ヴェルル市とアムト・ブレーメンのすべて教員が国家社会主義教員連盟の会員になったことを伝えている。国家世襲農地法によってアムト・ブレーメンに34の農場が世襲農場に割り当てられた。消防団はそれまでの組織を解消され、ブラントマイスター（火災専門家）の指導下で新たな消防隊が編制された。ヒトラーユーゲント、ドイツ女子同盟、歓喜力行団、ドイツ女性事業団などの組織が形成された。
党の底辺は裾野を広げ、影響力を拡大した。党員数増加のため、1938年に NSDAP ブレーメン事務所が新たに設けられた。事務所ホールと旅館オッターステッデでは、ガウフィルムシュテッテによってプロパガンダ映画が上映された。公的には何年も前から失業者はいなくなっていた。いわゆる緊急失業救済事業によって1万人の日雇い労働者がギュネとヒンメルプフォルテンとの間の荒れ地に集められた。第一次世界大戦以降半分造られたまま廃墟となっていたビスマルク塔が完成し、ドイツ国の初代首相の栄誉に捧げられた。ブレーメンとニーダーエンゼにはヒトラーユーゲントの家が建設された。

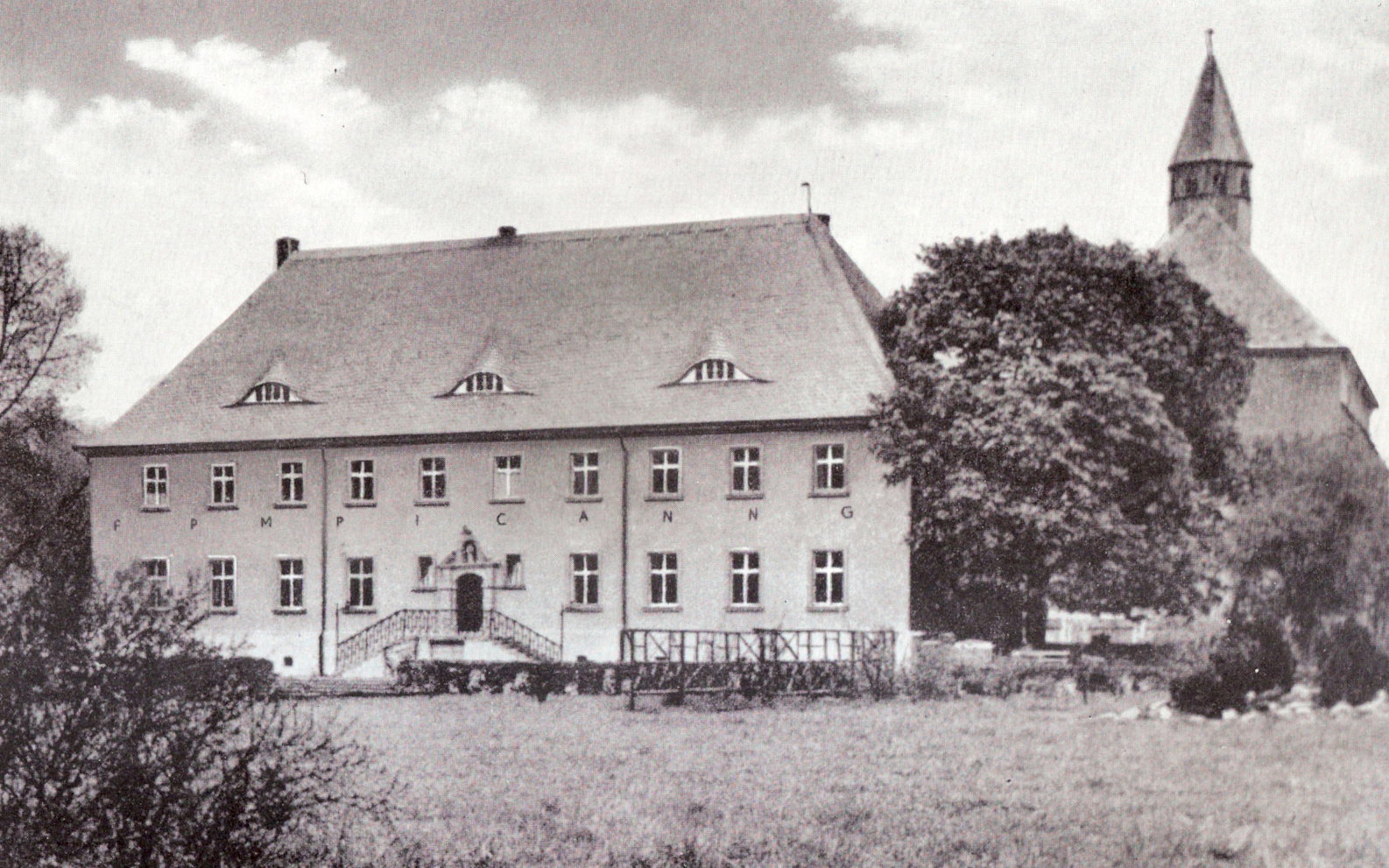
旧ヒンメルプフォルテン修道院。1943年5月に洪水によって破壊された。

### 第二次世界大戦
アムト・ブレーメンは第二次世界大戦中、大きな損害を受けずに過ごした。深刻な事件が、1943年5月17日のメーネのカタストロフィ（チャスタイズ作戦）であった。メーネ人造湖のダムが連合国軍の爆撃によって破壊され、エンゼ町内では1246年に設立されたシトー会のヒンメルプフォルテン修道院や小集落のヒンメルプフォルテンが洪水によって破壊された。また、多くの住民が死亡した。
1945年4月1日にアメリカ軍がエンゼとその周辺を大きな戦闘なく占領した。

### 1945年以後
アメリカ軍はこの地域を占領し、国家社会主義に加担しなかった人物に行政を委託し、戦後体制を組織しようと努めた。1945年5月30日アメリカ軍はイギリス軍と交替した。周辺で発見された戦争捕虜収容所は1945年8月までに廃止された。このアムトの食糧事情は、自家消費分程度は農作が維持されていたため大都市周辺部に比べてそれほど劣悪なものではなかった。労働者も約 70 % が自前の小さな家に住んでおり、家庭菜園で栄養状況を改善することができていた。
1946年4月に、最初の地方新聞として、CDU寄りのヴェストファーレンポストが刊行された。1946年4月1日、イギリス管理地域内に修正ドイツ市町村令が施行され、立法上ならびに法令執行上の権力が市町村レベルから切り離された。最初の戦後地方選挙は、1946年秋に行われた。この選挙では、CDU が 319票、中央党が 230票を獲得した。しかし最も多くの票を獲得したのは無所属の候補で 1,697票を得た。最初のアムト長はクリスティアン・クラーマー（中央党）で、2人の副長は無所属であった。行政機関は、無罪であると認められたグランツ・ネルが率いた。追放された人々の最初の組織的な移動は1946年夏に到着し、住宅市場の状況を一層悪化させた。このアムトの人口は1939年から1947年までに約 42 % 増加した。難民は主にブレーメン地区、ニーダーエンゼ地区、リュトリンゲン地区に居住した。住民たちは住まいの半分を難民に提供し、キッチンの使用を認めるよう命令された。住宅不足は、時に深刻な紛争に発展した。1950年になってやっと、これを沈静化させる特筆すべき住宅建設政策が執られた。1950年代と1960年代は著しい住宅建設と先進的な工業化を特徴とする。商業や工業の新たな進出により住民はさらに増加し、大規模なインフラ改善策が執行された。電力網、下水道、道路が全面的に拡充された。農業経営は減少した。1970年代になるといくつかの集落の景観は部分的に全く異なったものになった。いくつかの歴史的建造物が解体されて新しい建築に建て替えられ、道路は歴史的建造物を考慮することなく自動車交通に適合するよう拡張された。

### 町の新設
自治体エンゼ町は、「ゾースト郡とベックム郡の一部新設に関する法律」に基づき1969年7月1日に成立した。それまでアムト・ブレーメンの町村であったビルメ、ビッティンゲン、ブレーメン、ゲルリンゲン、ヘインゲン、ヒュニンゲン、リュトリンゲン、ニーダーエンゼ、オーバーエンゼ、パルジット、ルーネ、ジーヴェリンゲン、フォルブリンゲン、ヴァルトリンゲンがアムトに属さない新しい町村エンゼとして合併した。アムト・ブレーメンは廃止された。新たな自治体の行政機関はブレーメン地区に置かれた。

## 住民

### 人口推移
エンゼの人口は1981年から2006年に急速に増加した。以下にその人口推移を示す。

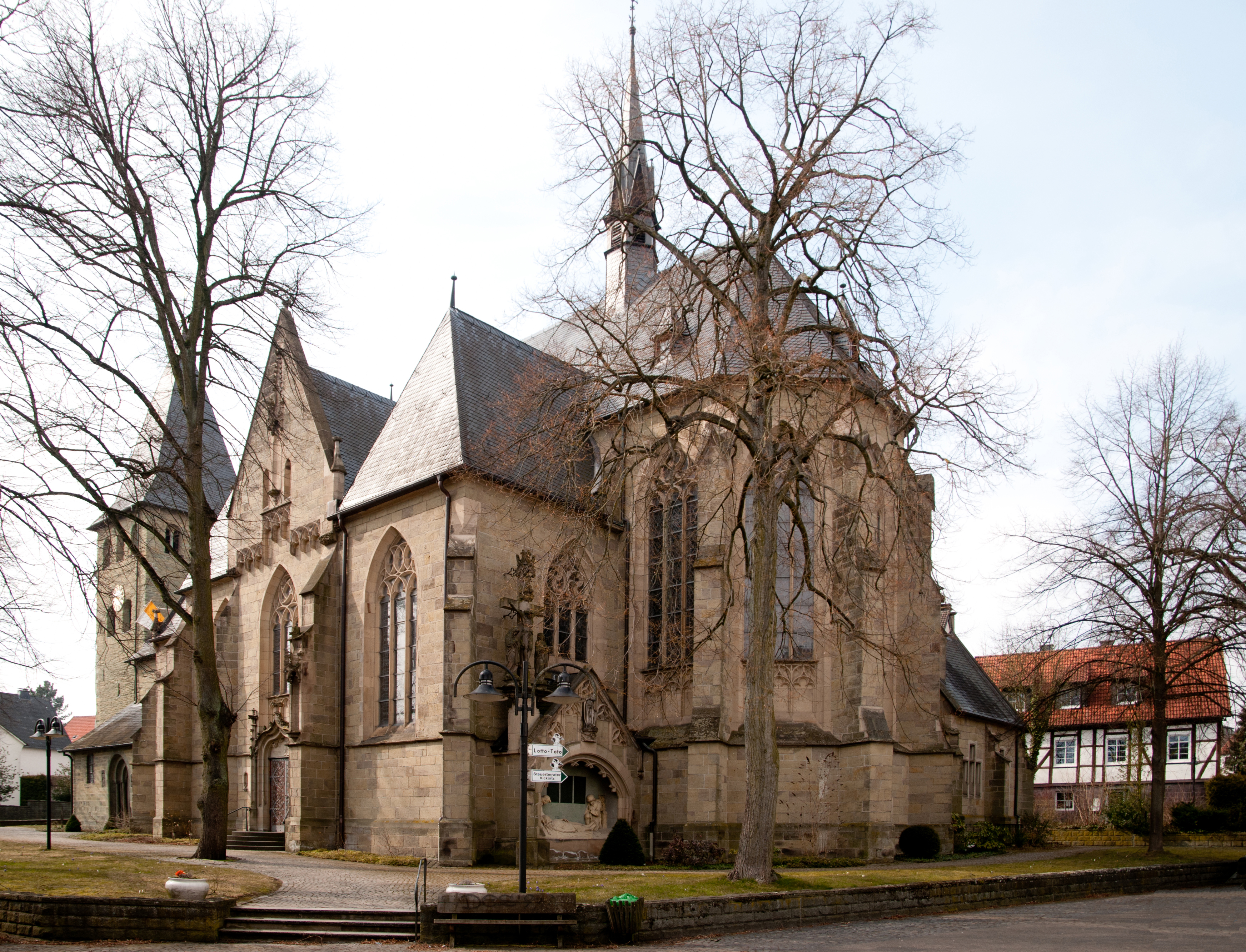
ブレーメンの聖ランベルトゥス教会

| 年   | 人口（人） |
| ---- | ---------- |
| 1985 | 9,603      |
| 1990 | 10,040     |
| 1995 | 10,869     |
| 2000 | 12,189     |
| 2005 | 12,793     |
| 2010 | 12,656     |
| 2015 | 12,442     |

### 宗教
この地域は、元々ほぼ完全にカトリックの地域であった。第2次世界大戦後に旧ドイツ東部領土から追放された人々やその他の新たな住民の流入によって、福音主義信仰を持つ住民が増加した。
エンゼには3つのカトリック教会、すなわちブレーメンの聖ラムベルトゥス教会、ニーダーエンゼの聖ベルンハルト教会、ビルメの聖霊教会、および3つの礼拝堂、ヘインゲンの聖ヨーゼフ礼拝堂、ヴァルトリンゲンの聖マリエン礼拝堂、オーバーエンゼの聖ロフスおよびイージドール礼拝堂がある。これらは、パーダーボルン大司教区ヘルヴェーク首席司祭区エンゼ司牧連合に属す。
福音主義者らは、戦後間もない頃には個人宅で聖書の朗読を行ったり、ヴェルルやネーハイムの福音主義教会へ行ったりしていた。1946年以降福音主義のキリスト教徒はニーダーエンゼの聖アンナ礼拝堂を利用し、1976年からはこれを賃借した。この他にエンゼのブレーメン地区にパウルス教会を有している。教会堂と教会共同体組織Gemeindeは、ヴェストファーレン福音主義教会ゾースト教会地区に属している。

## 行政

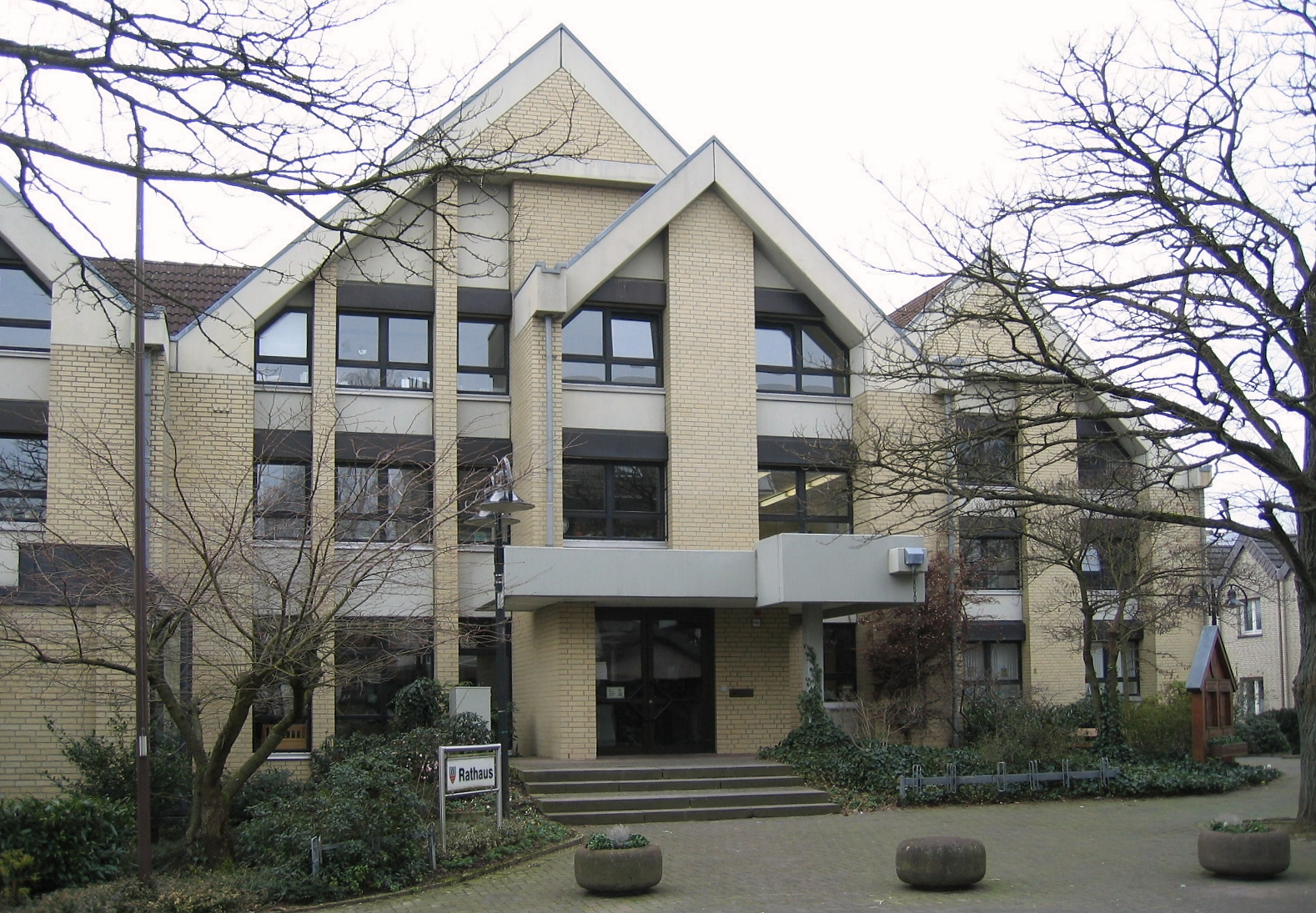
エンゼの町役場

### 議会
町議会は、1998年の議会選挙以降26議席からなる。町長は町議会議員ではないが、議会において投票権を有している。

### 首長
2014年5月25日の選挙で、当時現職だったフーベルト・ヴェーゲナーは有効投票の 88.2 % の支持票を獲得してその地位を守った。
1969年にこの町が成立して以後の町長を以下に列記する。
- ヴィリー・ルッター（ブレーメン、1969年 - 1975年）
- クレメンス・ティルマン（ヴァルトリンゲン、1975年 - 1999年）
- ヨハネス・ヴェーバー（ヘインゲン、無所属、1999年 - 2009年）[15][16]
- フーベルト・ヴェーゲナー（ヘインゲン、無所属、2009年から）[17]

### 事務総長
- ヴィリー・エッケンブッシュ（1969年 - 1983年）
- ヴォルフガング・ファーレ（1983年 - 1991年）
- ヨハネス・ヴェーバー（1991年 - 1999年）[16]

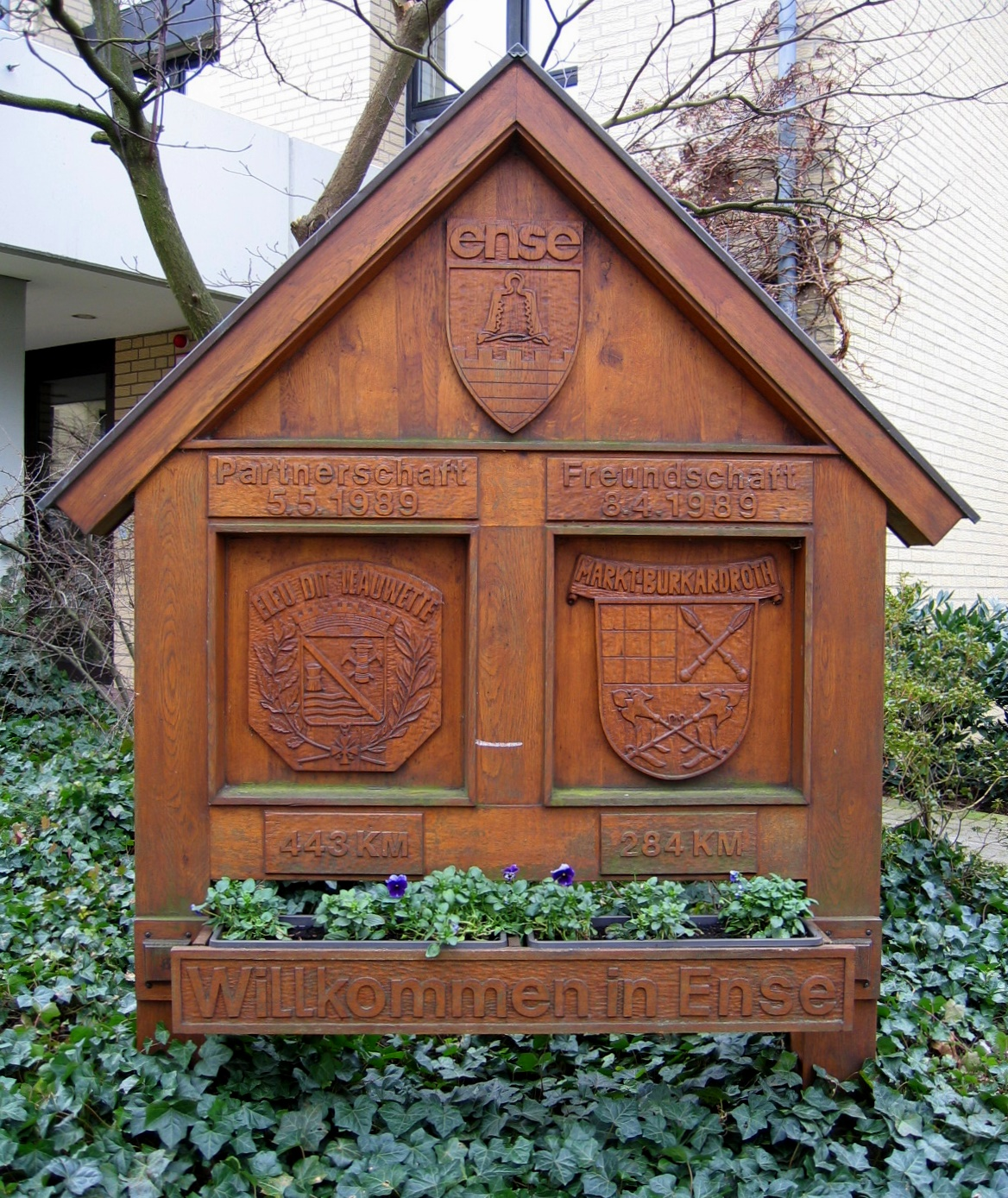
エンゼの姉妹自治体を示す標識

### 紋章
図柄: 銀地（白地）と赤地に鋸歯状に上下二分割。上部は吊り下げられた状態で赤い紐でくくりつけられた黒いウマの鼻挟み。下部は2本の金色（黄色）の横帯。
解説: 1971年1月22日に認可されたこの紋章には、上部に赤い紐でくくりつけられた黒いウマの鼻挟みが描かれている。この部分はこの地域の歴史に重要な役割を演じたエンゼ家の紋章から採られている。中央を分離する鋸歯状の線は、かつてブレーメン地区にあったヴァーターラッペ城を象徴している。この城はフュルステンベルク一門の主城であり、かつてはブレーメンの紋章にも採られていた。下部の赤い横帯はフュルステンベルクの紋章であり、配色は両家の家紋の色である。

### 姉妹自治体
- エル＝ディ＝ルオヴェット（フランス語版、英語版）（フランス、パ＝ド＝カレー県）[19]

### 友好自治体
- ブルカルトロート（ドイツ語版、英語版）（ドイツ、バイエルン州）[20]

## 文化と見所

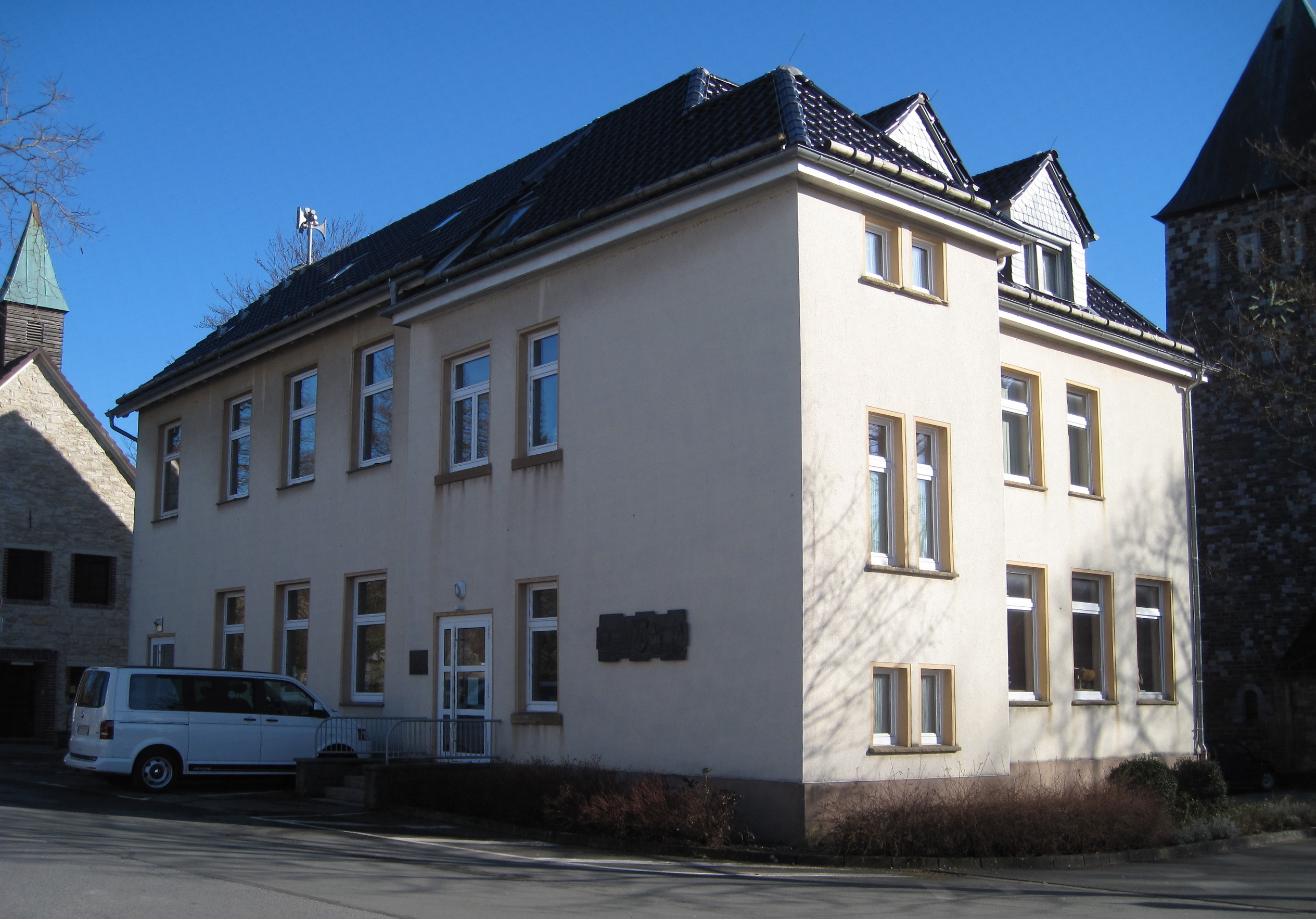
ニーダーエンゼの郷土博物館

### 博物館
キルヒシュピール・ブレーメンの地元風俗保護団体は、かつての貯蓄・貸付銀行内の3つの部屋に博物館を運営しており、一般に見学することができる。この団体は低地ドイツ語方言を保護してもいる。
ニーダーエンゼ＝ヒンメルプフォルテン歴史・郷土保護協会は、ベルンハルトシューレ前にニーダーエンゼ郷土博物館を設けている。この協会による展示は、聖ベルンハルドゥス教会内でも行われている。
オーバーエンゼの納屋の中にシュロティス・オールドタイマー博物館がある。この私立博物館には主に二輪車（オートバイ、原付自転車、モペッド、自転車）が展示されているが、自動車、ガソリンスタンドの備品やその他の技術的物品も展示されている。

### 演劇
エンゼには固有の劇場がない。ビルメ地区には MGV ビルメの演劇グループがあり、秋にオーバーエンゼ射撃会館で数日間公演を行っている。その他に近隣都市のヴェルル、ゾースト、アルンスベルクで演劇が行われている。

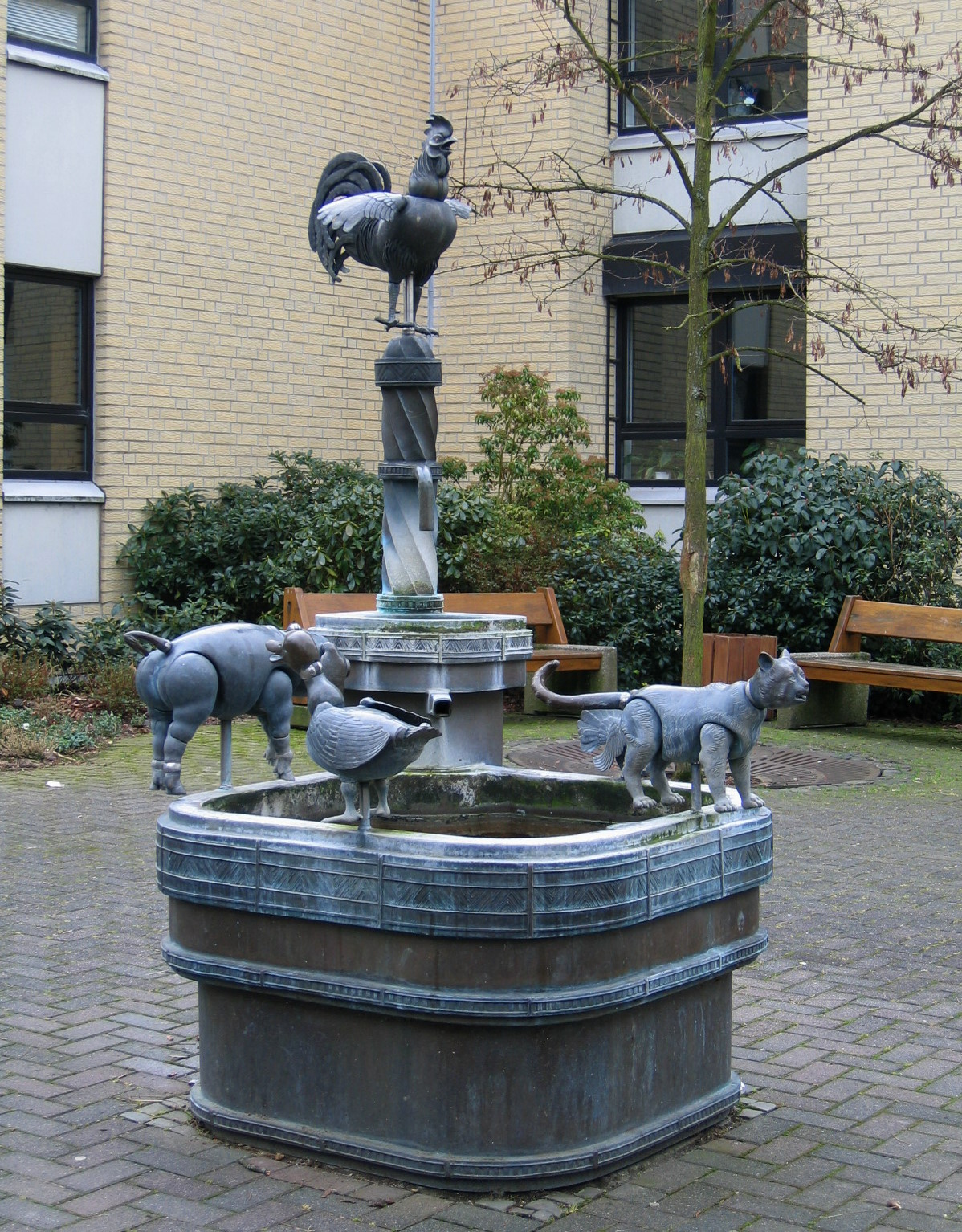
ブレーメン市区にある音楽隊の泉

### 音楽
エンゼの最も古い音楽クラブは「ヘインゲン音楽協会」である。このクラブは1908年に創設された。このクラブは1956年にザウアーラント音楽連盟の設立メンバーとなった。最初の少年合唱団は1968年に設立された。この合唱団は30名の少年で構成された。1978年に設立された新しい少年合唱団は、男女両方で構成された。10年後に再び結成された少年合唱団は35人の男女で構成された。1998年に65人の子供からなる最新の少年合唱団が結成された。オーケストラには54人が参加している。2008年に、連邦大統領ホルスト・ケーラーから音楽協会に「プロ＝ムジカ＝メダル」が授与された。
ブレーメン消防団音楽隊は1927年から存在している。1977年から女性もこの音楽隊に参加している。2010年には消防団のブレーメン/エヒタウゼン青年音楽隊も結成された。ブレーメン消防団音楽隊は、第二次世界大戦後西側のブラスオーケストラとしては初めて、プラハのヴァーツラフ広場で演奏した。
ニーダーエンゼ音楽協会は1949年に創設された。このクラブは14人で結成された。2009年現在、このクラブのメインオーケストラには 52人のメンバーがいる。このクラブは少年・成人合唱団を有している。

### 建築

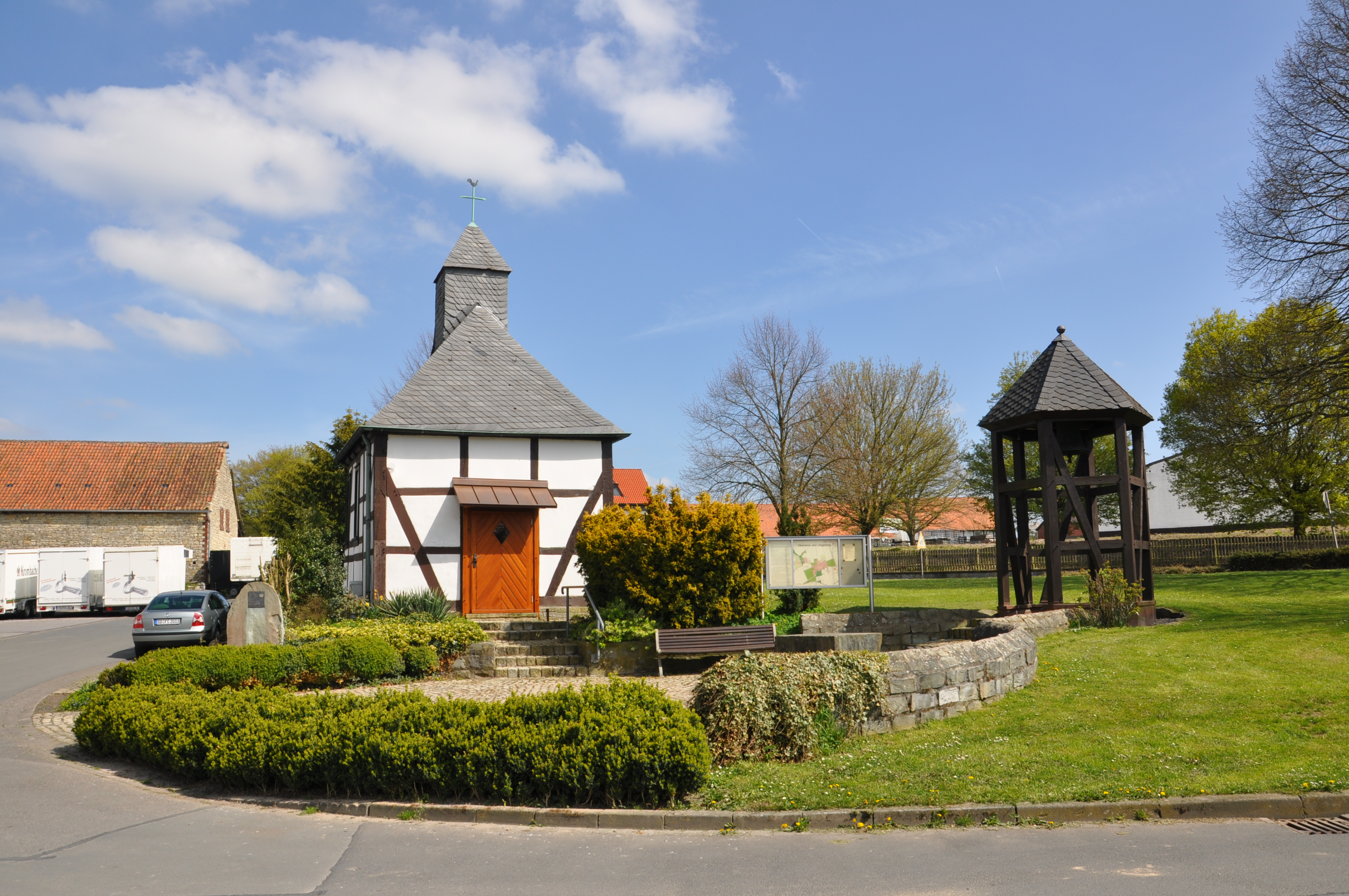
オーバーエンゼの聖ロフスおよびイージドール礼拝堂

ブレーメン地区の聖ラムベルトゥス教区教会は12世紀に小さなバシリカ教会として建設された。20世紀に内陣を有する三廊式ハレンキルヒェに改築された。フュルステンベルクの礼拝堂は、元々14世紀に建設されたものである。さらにエンゼでは、オーバーエンゼの聖ロフスおよびイージドール礼拝堂、ビルメの聖ウルバヌス礼拝堂、ニーダーエンゼの聖ベルンハルト教会も保護文化財に指定されている。
ヒュニンゲンのフュヒテン家の城館は、領主館を持つ旧水城である。この城館は17世紀に建設され、1726年に礼拝所翼が増築された。フュヒテン城砦としての最初の記録は1298年になされている。何度かの改築を経て、ヴェストファーレン南部で最大の領主館となった。1990年代半ばからこの城館は私有物となっている。
- フュルステンベルクの礼拝堂
- ビルメの聖ウルバヌス礼拝堂
- ニーダーエンゼの聖ベルント教会
- フィヒテン城の全景

### 景観保護地区、自然保護地区、自然文化財

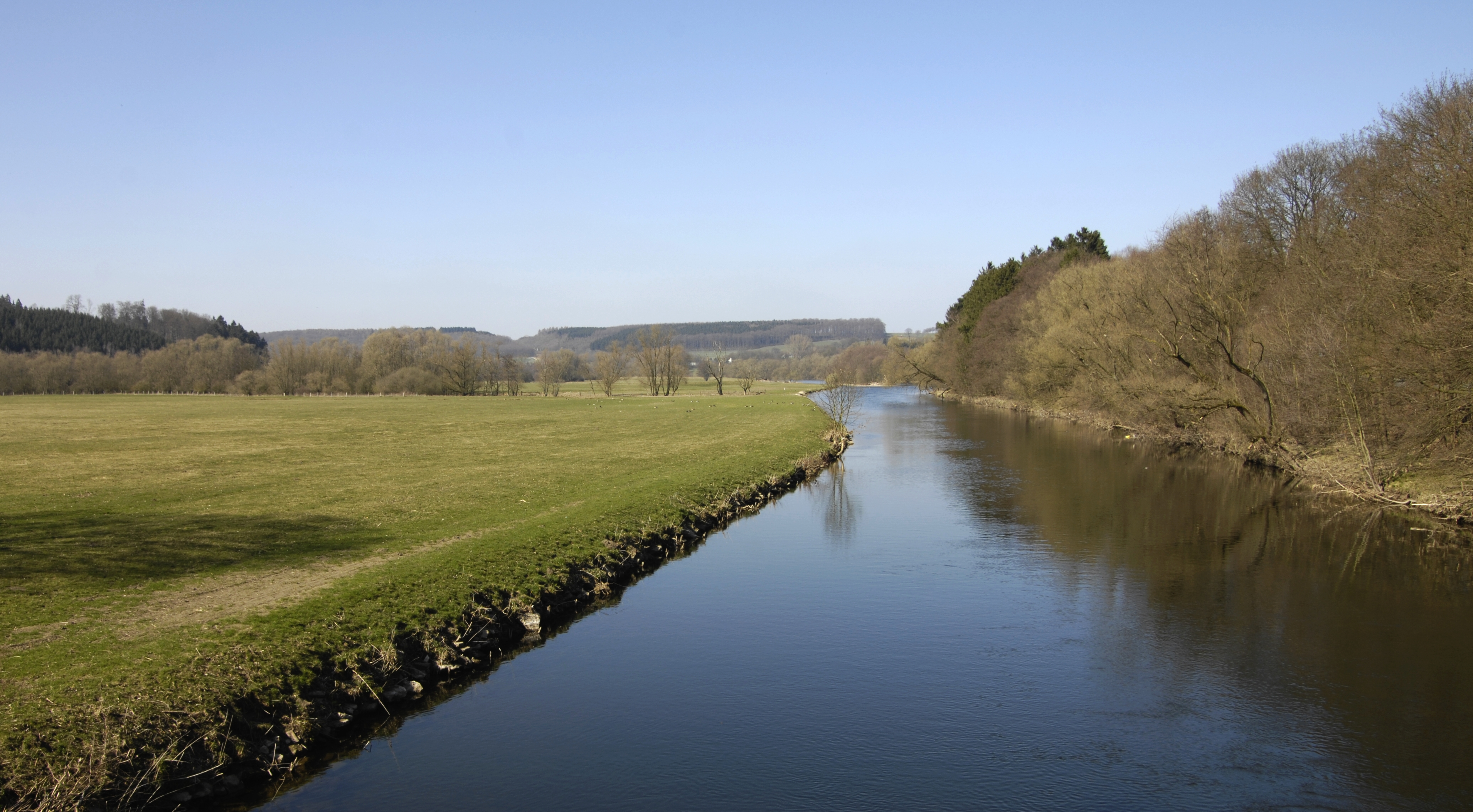
ルールアウエ自然保護区、ヒューニンゲン近郊のルール川

2006年現在、エンゼ町内の8か所が、ラントシャフトプラン V ヴィッケデ＝エンゼで景観保護地区 (LSG) に指定されている。LSG ルールテラッッセン (107 ha)、LSG ブレーマー・バナー・ヴァーメルバッハシステム (236 ha)、LSG フュヒテナー・ハイデ/フュルステンベルク (275 ha)、LSG ティーフェス・タール/ランゲスベルク/ヘインガー・ベルク (346 ha)、LSG メーネタール (116 ha)、LSG ビルマー・ビュッシェ/ヒンメルプフォルター・ハイデ/リーゼンベルク (102 ha)、LSG ビッティンガー・タールツーク/ビルマー・グルント (142 ha)、LSG ゲルリンガー/グルント (175 ha) である。
この他にエンゼには6つの自然保護区 (NSG) がある。NSG ルールアウエ（370 ha、大部分がヴィッケデ）、NSG エンザー湖 (23 ha)、NSG モースフェルトの森 (211 ha)、NSG 森に覆われたヴァーメルバッハの水源地区 (26 ha)、NSG ブレーマー・バッハアウエ (42 ha)、NSG フュルステンベルク (41 ha) である。ルールアウエ、エンザー湖、モースフェルトの森の3つの NSG は欧州保護区（FFH-地区）にも登録されている。FFH-地区の森にはアカトビ、ヨーロッパハチクマ、ヤマゲラ、ヒメアカゲラなどの珍しい鳥類が棲息している。
町内には2つの自然文化財がある。オーバーエンゼ地区のハールシュトラングの尾根にあるヨーロッパナラの木と、ゾースター通りのジーヴェリンゲンの西の入り口にあたる農地にあるヨーロッパナラである。町内には11の保護地形形成要素 (LB) がある。さらにいくつかの保護されたビオトープも存在する。

### スポーツ
1905年にブレーメン地区で体操・スポーツクラブ・ブレーメン 1905 が設立された。これはゾースト・サッカークライスで最も古いクラブである。このクラブはサッカーの他に自転車、バドミントン、ケーゲルン、児童体操、体操の部門がある。
6年後の1911年にニーダーエンゼで、日曜祝日にサッカーを奨励するために「マリアニシェ・ユングリングス・ゾダリテート」が設立された。このクラブは1924年に「ドイチェ・ユーゲントクラフト」(DJK) に移行した。国家社会主義の時代には、このクラブは活動を停止していた。1951年に TuS ニーダーエンゼとして体操部門が活動を再開した。時代が経つにつれ、幅広いスポーツに対応するようになり、体操、卓球、自転車、一輪車部門がある。
同じく1911年にリュトリンゲンで純粋なサッカークラブとして「SV リュトリンゲン 1911」が創設された。このクラブも DJK に移行した。1935年にこのクラブも活動を停止した。1942年まで密かに試合が行われていた。第二次世界大戦後クラブが再結成され、1945年に試合が再開された。時代とともにサッカーの他にテニスやバレーボールも行われるようになった。
20世紀初め頃に設立されたブレーメン聖ラムベルトゥス射撃兄弟団は、自前の射撃ホールの地下室でスポーツ射撃を行っていた。この射撃ホールは1905年にエンゼに建設されその翌年に増築されたものである。その後この射撃ホールは幼稚園としても利用された。射撃兄弟団は、1754年に造られた最も古いメダルである何 kg もの重さがあるケーニヒスケッテを誇りにしている。
1824年に設立されたオーバーエンゼ聖ヨハネス射撃兄弟団は、オーバーエンゼに射撃ホールを有している。このクラブはここで活動を行っている。

### 年中行事
ニーダーエンゼ、ブレーメン、ヘインゲン、ヒュニンゲン/リュトリンゲン、オーバーエンゼ、ジーヴェリンゲン、ヴァルトリンゲンで開催される射撃祭の他に、2002年8月11日からエンゼのハールエーゼルレースが始まり、毎年開催されている。毎年10月の最終日曜日にニーダーエンゼでアラーハイリゲンマルクトが開催される。ブレーメンでは毎年第1アドヴェントにプフラスターフェーテ（直訳すると「舗装祭」）が開催される。これは1984年に町の中心部が舗装されたのを記念して、パン屋の親方ハインリヒ・クラップと銀行頭取ヴィリー・シュタインホフによって創始されたクリスマスマーケットである。

## 経済と社会資本

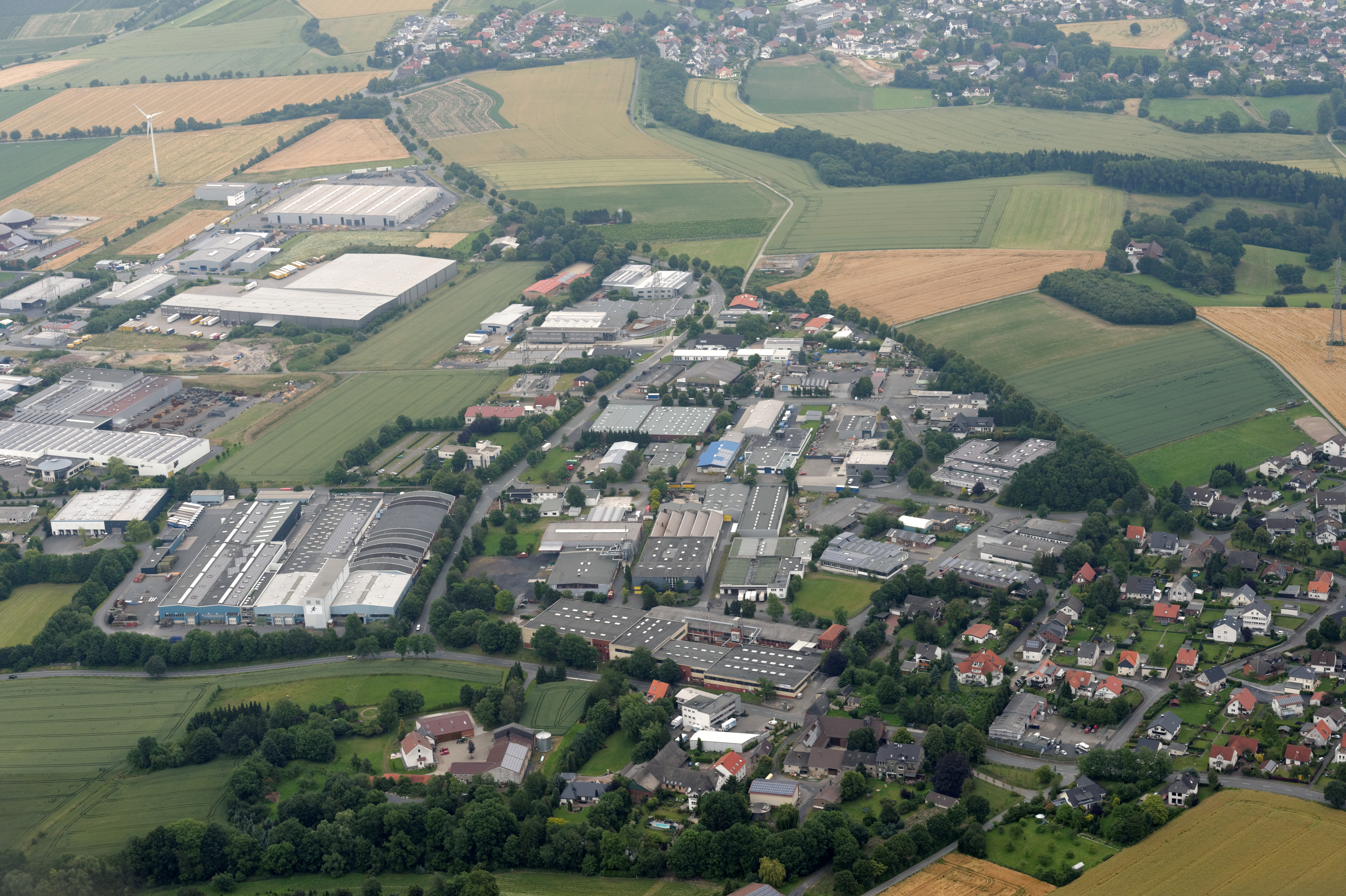
ヘインゲン産業地区

町の経済発展は、企業家を支援するためのエンゼ町の責務である。行政の任務は特に、1980年代初めに拡張整備されたヘインゲン工業パークの産業用地の仲介である。この工業パークの産業用地は 50万 m2 の広さがある。
最大の工業系企業で、最も重要な雇用主がケトラー社で、ここに管理部門と製造部門の一部を有している。ブレーケルマン・アルミニウムはアルミニウムの成型物やパイプを製造しており、ヘインゲン工業パークにある。ここにはエンゼ＝ニーダーエンゼのハイマン社の支部工場もあり、自動車産業の衝撃押し出し成型部分を製造している。イノテック社は非常用照明器具や非常口表示器具を製造している。エネルコン社は風力発電機を製造している。
ヘインゲンの工業パークには上述の企業の他に中規模企業が立地している。工業化が進む一方で、手工業や農業もたいへんに重要である。この町には約 450社、約 3,500人の職場がある。

### 交通

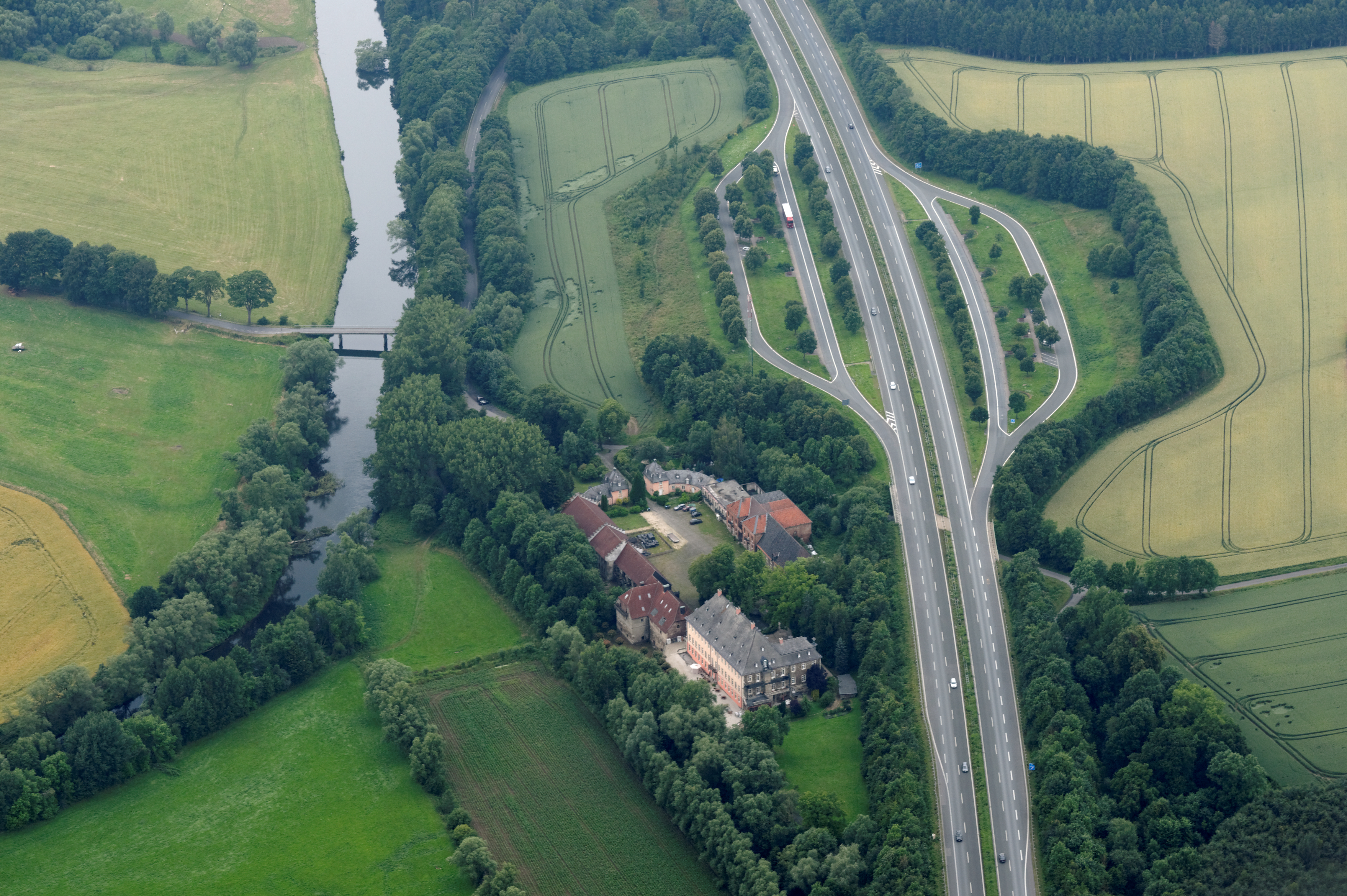
エンゼ町内を通るアウトバーン A445号線。画面左の川はルール川。両者の間にある城館がフュヒテン城

エンゼ町内を、ヴェルルから主邑のエンゼ＝ブレーメンを通り、ニーダーエンゼとオーバーエンゼとの間をハールヴェークとしてメーネゼー方面に連邦道 B516号線が通っている。アウトバーン A445号線/A46号線は、ヴェルルから町域の西端に沿ってアルンスベルクに向かう。町域のやや北側をドルトムントからカッセルに向かうアウトバーン A44号線が通っている。
エンゼは直接鉄道網に接続していない。1898年から1964年までルール＝リッペ軽便鉄道の路線が町内を通っていた。当時エンゼは、ネーハイム、アルンスベルク、ゾーストと鉄道で結ばれていた。
エンゼ自体に飛行場はないが、パーダーボルン/リップシュタット空港やドルトムント空港を介して国際航空路線網と結ばれている。町境のすぐ西外側にアルンスベルク＝メンデン飛行場がある。
全町 65.1 km のメーネタール自転車道が、ニーダーエンゼ近くの町内を通っている。

### メディア
ヴェストファーレンポストは、ヴェルル版、ヴィッケデおよびエンゼ版、ゾースト版を2009年7月1日に廃止した。このため、エンゼ向けには地方日刊紙「ゾースト・アンツァイガー」と季刊のローカル雑誌「エンゼ＝プレス」が刊行されているだけである。2012年末からこの雑誌はオンラインになっている。
公共放送 WDR の他に、エンゼでは民営の地方放送ヘルヴェーク・ラジオが放送されている。

### 公共機関
最寄りの病院は、ヴェルルのマリアネン病院とゾーストのクリニークムシュタットゾーストおよびマリエン病院である。
この町はスイミングプールも運動場も運営していない。ニーダーエンゼには教育用スイミングプールがある。最寄りのアルンスベルク＝ネーハイム、ヴェルル、ヴィッケデ (ルール)、メーネゼー＝ケルベッケにある屋内・屋外プールを利用する。
エンゼには町立図書館がない。ブレーメン聖ラムベルトゥス教区がカトリック聖ベルンハルト公共図書館 (KÖB) を運営している。この図書館は火曜日ごとにヒンメルプフォルテンで貸し出しを行っている。この他には、4週間ごとの木曜日にゾースト郡の移動図書館（ビューヒャーブス）が利用可能である。郡の移動図書館は、他の図書館を経由する遠隔貸し出しにも対応している。

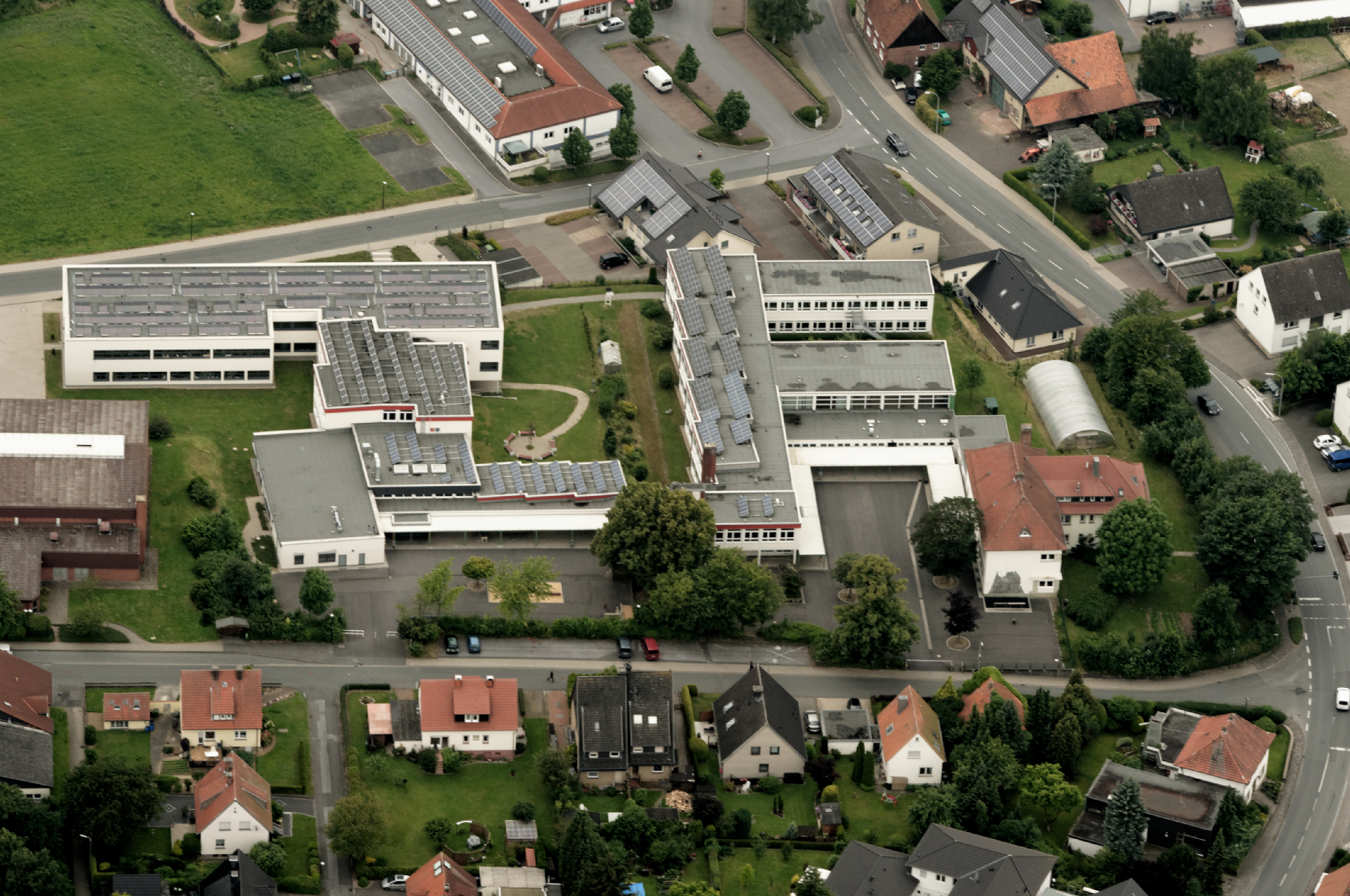
コンラート＝フォン＝エンゼ＝シューレ

### 教育
エンゼには、町立基礎課程学校が3校（フュルステンベルクシューレ・ヒュニンゲン/リュトリンゲン、ヘインゲン基礎課程学校、ベルンハルドゥスシューレ・ニーダーエンゼ）の他に、最初の4年間だけのカトリック宗教学校がある。上級の学校としてエンゼには、本課程学校と実科学校が組み合わされたコンラート＝フォン＝エンゼ＝シューレがある。ギムナジウムや職業訓練学校の生徒は、周辺都市の学校に進学する。エンゼ＝ブレーメンにはヴェルル＝ヴィッケデ＝エンゼ市民大学の教室がある。

## 人物

### 出身者
- ディートリヒ・フォン・フュルステンベルク（1546年 - 1618年）パーダーボルン司教

### 書籍
- Bahnschule, Bernhard (1955). Was der Fürstenberg in viertausend Jahren erlebte. Neheim-Hüsten
- Bünermann, Martin (1970). Die Gemeinden des ersten Neugliederungsprogramms in Nordrhein-Westfalen. Köln: Deutscher Gemeindeverlag
- Bilstein, Josef; Langesberg, Alois; Tillmann, Clemens (1990). Gemeinde Ense. ed. Kalendarium einer Gemeinde - Wegweiser durch die Heimatgeschichte Ense
- Cöppikus-Wex, Bärbel (2008). Vom Kirchspiel Bremen zur Großgemeinde Ense. Ense: Gemeinde Ense. ISBN 978-3-00-026378-1

これらの文献は、翻訳元であるドイツ語版の参考文献として挙げられていたものであり、日本語版作成に際し直接参照してはおりません。

### ウェブ
- “Landschaftsplan V „Wickede-Ense“” (PDF) (ドイツ語).   Kreis Soest (2006年8月1日). 2018年1月13日閲覧。
- “Kommunalprofil Ense” (PDF) (ドイツ語).   Landesdatenbank NRW (2017年5月31日). 2018年1月12日閲覧。
- “Erläuterungsbericht zum Abwasserbeseitigungskonzept der gemeinde ense Stand 2018” (PDF) (ドイツ語).   Gemeinde Ense (2017年10月27日). 2018年1月13日閲覧。